# Vandaenopsis
× Vandaenopsis, abreviado como Vdnps. en horticultura, es un híbrido intergenérico de orquídeas obtenido mediante el cruce de especies pertenecientes a los géneros Phalaenopsis y Vanda (Phal. × V.), cultivado por su valor ornamental.